# Славное (Днепропетровская область)
Славное (укр. Славне) — село,
Межевский поселковый совет,
Межевский район,
Днепропетровская область,
Украина.
Код КОАТУУ — 1222655107. Население по переписи 2001 года составляло 334 человека.

## Географическое положение
Село Славное примыкает к селу Весёлое, находится на расстоянии 1 км от села Украинка.
Рядом проходит автомобильная дорога Т-0428.

## История
- 1904 — дата основания.